# 김수현 (역도 선수)
김수현(1995년 2월 6일~)은 대한민국의 역도 선수이다. 2020년 하계 올림픽 여자 역도에 참가했다. 2024년 하계 올림픽 역도에 참가하였다.

## 2024년 파리 올림픽
역도 -81kg급에 출전한 김수현은 인상 110kg, 용상140kg으로 합계 250kg을 들여올려 최종5위로 대회 참여를 마쳤다 인상 1차 시기에서 110kg, 3차 시기에서 113kg을 들어올렸지만, 비디오 판독에서 번복되었다. 용상에서도 2차 시기에 147kg을 들어올렸지만 심판진의 판독이 배심원의 리뷰로 번복되면서 또다시 실패로 판정되었다.